# Monomorium vaguum
Monomorium vaguum är en myrart som beskrevs av Santschi 1930. Monomorium vaguum ingår i släktet Monomorium och familjen myror. Inga underarter finns listade i Catalogue of Life.